# Setosa versicolor
Setosa versicolor är en insektsart som beskrevs av Ludwig Redtenbacher 1906. Setosa versicolor ingår i släktet Setosa och familjen Pseudophasmatidae. Inga underarter finns listade i Catalogue of Life.